# Lost River Range
Lost River Range je pohoří ve východní části středního Idaha, převážně v Custer County a Butte County, na severozápadě Spojených států amerických.
Lost River Range je součástí severních amerických Skalnatých hor. Nejvyšší hora pohoří Borah Peak (3 859 m) je také nejvyšším vrcholem státu Idaho.

## Geografie
Lost River Range leží východně od Sawtooth Range, mezi Salmon River Mountains na severozápadě a oblastí Snake River Plain na jihovýchodě. Pohoří se rozkládá od severozápadu k jihovýchodu v délce okolo 120 km.
K dalším nejvyšším horám pohoří náleží Mount Idaho (3 677 m), Leatherman Peak (3 727 m) nebo Mount Church (3 720 m).